# 러시아 원정
러시아 원정은 1812년 프랑스 황제였던 나폴레옹이 러시아 제국을 침공하여 일어난 전쟁을 가리킨다. 제6차 대프랑스 동맹의 시발점이 되었고. 이 전쟁의 완패를 계기로 나폴레옹의 몰락이 시작되었다. 러시아에서는 조국 전쟁이라 부르며 나폴레옹 스스로는 이 전쟁을 제2차 폴란드 전쟁이라고 명명했다.

## 배경
1807년 체결된 틸지트 조약에 의해 러시아 제국은 나폴레옹의 동맹국이 되었고 1806년 베를린에서 나폴레옹이 선포한 대륙 봉쇄에 참가했다. 1808년 가을 동맹 경신 외에는 별로 양국의 우호 관계 증진에 이바지하는 바 없이 끝난 에어푸르트 회담 이후 나폴레옹은 알렉산드르 1세의 여동생과의 혼인을 제안했으나 혼담이 별 진전이 없자 대신 1810년 4월 오스트리아의 황녀 마리 루이즈와 결혼했다.
북해나 발틱해에 면해 있는 지방에선 대륙 봉쇄를 피해 영국과의 밀수가 성행했는데 나폴레옹은 여기에 강경하게 대응해 1810년 7월에는 홀란트 왕국을, 12월에는 북해에 인접해 있는 독일 북서부에서 발틱해의 항구 도시 뤼베크까지를 프랑스 제국에 병합하였다. 알렉산드르 1세는 매제가 공작으로 있던 올덴부르크 공국 역시 나폴레옹이 자신과의 상의 없이 병합하자 안 그래도 자국 경제에 큰 타격을 입히고 있던 대륙 봉쇄에서 사실상 탈퇴해 자주적 조건으로 영국과의 무역을 재개했고, 나폴레옹이 아군으로 삼기위해
가장 노력한 러시아와 프랑스의 관계는 점차 어긋나게 된다.
이처럼 대륙 봉쇄를 둘러싸고 관계가 급속도로 냉각되자 양국은 1811년부터 전쟁 준비에 돌입했다. 외교적인 해결은 대륙 봉쇄의 준수를 고집하는 나폴레옹의 태도로 인해 결실을 맺기 힘들었는데 원래 대륙 봉쇄 자체가 전 유럽 대륙을 망라하고 철저하게 지켜지지 않으면 확실한 효과를 볼 수 없는 정책이었기에 영국과의 교역량이 적잖은 러시아에게 예외를 인정하는 것은 목적에 반하는 일이었다.
트라팔가르 해전의 대승 이후 해군력이 절대적으로 우세한 영국에 대해선 끝내 상당한 양보를 통한 타협을 거부하고 경제적 압박이란 수단으로 대결하기로 결정한 이상 나폴레옹은 대륙에서 유일하게 독자적으로 프랑스에 대항할 만한 힘을 가진 러시아를 꺾고 의지를 관철시키기 위해 군사 행동을 일으켜 상황을 원하는 방향으로 이끌어 나가기로 결심하고 선제 공격을 계획한다.

### 병력 확보
프랑스는 유럽 대륙 중서부에서 압도적으로 강한 세력이 되어 있었는데 러시아와의 전쟁을 위해 대군을 독일 동부와 바르샤바 공국으로 전진 배치하는 한편 자신의 영향 아래에 있는 위성국, 동맹국들에게도 참전을 요구하여 전체 원정군의 절반가량에 해당하는 인마를 이들 나라에게서 징집하고 또한 군수 물자를 조달하는데 일조하도록 했다. 라인 동맹 가입 국가들, 이탈리아와 나폴리 왕국, 바르샤바 공국 등을 예로 들 수 있을 것이다. (원래 1806년 조약에 따라 라인동맹은 13만의 병력을 지출할 의무가 있었다. 또한 바르샤바 공국은 조국의 흥망이 걸린 일이기에 유제프 안토니 포니아토프스키를 중심으로 한 폴란드군 9만 5천을 보냈다.)
프로이센은 1806년 예나-아우어슈테트 전투에서 대패하고 틸지트 회담에서 러시아의 뜻이 반영되어 멸망을 모면한 후 영토의 절반을 잃고 군사력을 제한받는 등 주권을 상당 부분 상실했는데, 다른 대다수 독일의 국가들과 마찬가지로 원정군의 국내 통과는 물론이고 군비 제공과 원정군 참가에도 동의해야 했다. 특히 러시아와 국경을 맞대고 있는 동프로이센에 원정군이 밀집하게 되었다. 요르크 중장이 통솔하는 파견 부대가 라트비아로 전진하는 원정군 좌익에 속하게 되었다.
1809년 오스트리아는 바그람 전투에서 프랑스에 패배하고 역시 존망의 위기에 빠졌으나 나폴레옹에 의해 여전히 강국으로 존속하는 것을 허용받고, 메테르니히 백작의 주도로 프랑스의 동맹국이 되었다. 1810년 황녀 마리 루이즈가 나폴레옹과 결혼하여 황실이 인척 관계가 된 오스트리아로는 원정군 본대가 통과하지 않게 되었는데, 역시 참전 요청에 응해 카를 필리프 추 슈바르첸베르크 공작을 총사령관으로 하는 3만여 병력을 원정군의 우익으로 러시아에 면한 갈리시아에서 출병시켰다.
스웨덴은 제4차 대프랑스 동맹에 가입해 틸지트 조약으로 러시아가 프랑스 편으로 돌아선 다음에도 계속 영국과의 동맹을 고수하다가 1808년 이를 명분으로 한 러시아의 침입을 받고 7세기 이상 유지해온 핀란드를 양도할 수밖에 없게 되었다. 이로 인해 왕이었던 구스타프 4세가 폐위당하고 아들이 없는 카를 13세가 즉위하여 1810년 나폴레옹의 소극적 지지 하에 프랑스의 원수 베르나도트를 후계자로 지명했다. 왕세자와 스웨덴군 총사령관에 오른 후 실권을 획득한 베르나도트는 자주중립노선을 추구, 이중 외교를 통해 한편으로는 나폴레옹의 요구에 부합하여 공식적으로는 프랑스와 동맹해 대륙 봉쇄에 참가하고 영국에 전쟁을 선포했으나 동시에 영국, 러시아와 비밀리에 우호 관계를 유지했다.
1811년 정월에는 나폴레옹이 의도한 덴마크, 바르샤바 공국과의 친프랑스적 동맹을 결성하기를 거부했다. 베르나도트는 러시아에 잃은 핀란드를 되찾기보다는 당시 덴마크에 속한 노르웨이를 획득하는 데에 훨씬 더 큰 관심을 보였는데 덴마크는 프랑스의 대영 전쟁을 위해 중요한 동맹국이었으므로 노르웨이의 일부를 대가로 영국, 러시아와의 관계를 끊고 대 러시아 전에도 적극적으로 참전한다는 베르나도트의 제안을 나폴레옹이 수락할 리가 만무했다. 교섭이 결렬되자 1812년 2월 프랑스군이 당시 스웨덴 령이었던 독일 북부의 포메른과 뤼겐 섬을 점거했고 여기에 반발해 스웨덴은 영국, 러시아 측에 가담했다.
폴란드는 프로이센, 오스트리아, 러시아에 의한 제3차 폴란드 분할 이후 1795년 지도상에서 사라졌는데 1807년 나폴레옹은 프로이센이 폴란드 분할 때 차지했던 영토를 전부 몰수하여 이 땅에 바르샤바 공국을 세웠다.
이 바르샤바 공국이 동프로이센과 함께 러시아 원정에서 나폴레옹 군의 전진기지가 되었는데 한 국가로서는 프랑스 다음으로 많은 병력을 원정에 참가시켰다. 그러나 러시아를 지나치게 자극하지 않기 위해 폴란드군이라고 부르지 않고 비스와 군대라는 명칭을 썼다. 러시아 측에서도 폴란드 인들의 지원을 얻기 위해 한때는 독립한 폴란드 왕국의 재건을 암시하기도 했다. 1815년 빈 회의 이후에는 러시아 황제가 폴란드 왕을 겸하게 되어 이 발안은 사실상 유명무실해졌다. 러시아에 살던 폴란드 인들은 나폴레옹의 독립 지원 약속에도 불구하고 원정에 그다지 열광적으로 호응하지 않았다.
오스만 제국은 러시아가 1806년 오스만 제국에 복속해 있던 도나우강 연안의 몰도바와 왈라키아로 진주하자 러시아에 선전포고해 1812년까지 러시아군이 우세한 가운데 전쟁이 지속되고 있었으나 나폴레옹의 원정이 가까워자자 러시아는 점령한 땅의 일부를 되돌려주고 1812년 5월 말에 부쿠레슈티에서 강화를 체결했다. 그 전에 이미 러시아 군과 교전하던 오스만 제국군은 연패하고 일부는 쿠투조프에게 항복했으므로 이 방면에서의 러시아에 대한 위협은 더 이상 없었다. 이 곳에 종사하던 수만 병력은 대 나폴레옹 전선으로 보내졌다.
러시아는 틸지트 조약 체결 후에도 이전의 대프랑스 동맹 상대였던 프로이센, 오스트리아, 영국 등과 좋은 관계를 유지하는 데 신경을 썼다.
차르 알렉산드르 1세는 전후 나폴레옹이 프로이센을 냉대하는 것과는 반대로 프로이센을 우대해 개인적인 친분도 있던 프로이센 왕 프리드리히 빌헬름 3세와 루이제 왕비를 수도 상트페테르부르크로 초대하는 등 우호 관계를 지속시켰다. 프리드리히 빌헬름은 러시아로의 파병을 승인한 후 알렉산드르에게 편지로 "부디 본인을 책망은 하되 저버리지는 마십시오. 어쩌면 얼마 가지 않아 다시 서로 긴밀히 협력할 날이 올지도 모르지 않습니까"라고 전하여 사실 러시아와 싸울 의향이 전혀 없음을 밝혔다.
1809년 오스트리아가 프랑스와 전쟁에 들어가자 명목상 프랑스와 동맹해 있던 러시아는 관망적인 태도를 취하며 오스트리아의 행동을 사실상 묵인하고 무장 중립을 지켰다. 빈에 주재하던 러시아 대사는 오스트리아가 러시아로 진격은 할 것이나 실제로는 전쟁 의사가 거의 없으므로 가능한 한 소극적으로 행동할 것이라고 보고했다.
스웨덴에게는 핀란드를 빼앗았음에도 불구하고 스웨덴의 실권을 쥔 베르나도트에게 노르웨이를 약속해 연합 상대로 만들었으며 베르나도트는 대프랑스 전쟁에 임하는 차르를 자문했다.
사이가 얼마간 소원해졌던 영국과는 무역 재개 이후부터 사실상 연대해 프랑스와의 전쟁 발발 이후 곧바로 동맹을 맺었다. 1812년 4월부터 알렉산드르 1세는 상트페테르부르크를 떠나 전선에 가까운 빌뉴스에 사령부를 차리고 머물렀다. 6월 12일 러시아 대사인 쿠라킨 공작은 파리를 떠났고 그 직후 나폴레옹 역시 스스로 지휘할 본대가 집결해 있는 바르샤바 공국으로 향했다.
6월 22일 나폴레옹은 제2차 폴란드 전쟁을 공표하고, 6월 24일 네만강 도강으로 러시아 원정이 시작되었다.

## 전쟁 발발에서 발루티노 전투까지
1812년 6월 24일 프랑스군이 국경인 네만 강을 넘어 러시아 원정을 시작했다.
바클레이 데 톨리가 지휘하는 러시아의 제 1 서부군은 10만여 이상의 대군이었으나 나폴레옹군에 비하면 그래도 크게 열세였다. 데 톨리는 네만 강가의 흐로드나와 카우나스에서 원정군의 전위 부대와 맞닥뜨린 후 가망 없어 보이는 싸움을 피해 빌뉴스를 버리고 드리사로 후퇴하면서 좀 더 남서쪽 국경 지대에 주둔해 있던 바그라티온이 지휘하는 약 3만여 명의 제 2 서부군에게 합류를 요구했다. 빌뉴스에서 후퇴한 후 알렉산드르 1세는 데 톨리에게 총지휘권을 넘겨주고 모스크바를 경유해 상트페테르부르크로 이동했다. 드리사 요새는 프랑스군의 침공을 받으면 전장으로 선택할 드리사 주변의 주요 거점으로 쓰기 위해 세운 시설이었지만 원정군의 우세를 감당하기엔 부족하다고 판단한 데 톨리는 드리사 역시 포기하고 내륙으로의 후퇴를 계속했다. 7월 중순에는 마크도날의 군대가 리가를 점령했다. 프로이센군 2만 3천명이 주력인 이 방면의 3만 2천여 원정군은 더 이상 공세로 나가지 않고 12월까지 라트비아에 주둔했다.
7월 한여름의 무더움과 강행군으로 인한 인마의 손실이 유난히 높았다. 특히 말먹이 풀의 부족은 큰 전투 없이도 원정 초반 거의 10만에 달하던 원정군 기병을 점차 와해할 정도였다. 위생 환경은 극도로 불량해서 행군로 주변에 시체와 오물이 널렸고 위생대의 수송 물자들은 다른 수레들처럼 뒤에 처져서 제대로 필요한 의약품을 적시에 공급할 처지가 못 되었다. 티푸스 등의 전염병도 돌기 시작해 나중에 겨울이 되자 죽은 동료의 옷마저 껴입는 일이 허다해졌을 때 이로 인해 병이 빠르게 퍼지게 되었다. 탈영병도 속출했는데 이들은 붙잡히면 대개 총살되었으므로 전쟁으로 인한 어수선함을 기회로 여겨 주위를 약탈하며 떠돌거나 은적했다. 낙오자들도 적지 않게 생겼는데 이들에게는 코자크 족이나 러시아 농부들의 습격 등으로 인한 위험이 여기저기 도사리고 있었다. 양군이 소비하는 식량과 물자는 엄청났고 원정군은 보통 러시아군이 후퇴한 길을 따라 이동했으므로 행군로 인근은 양쪽에 의해 완전히 털리게 되었다. 전쟁 초반에는 전투보다는 기타 악조건과 군기 저하로 인해 나폴레옹군 본대는 수가 급속도로 줄어들었다.
폴라즈크에서 상트페테르부르크로 통하는 길목을 방어하도록 비트겐슈타인 장군이 지휘하는 2만 5천의 병력을 남겨둔 데 톨리는 나머지 군대를 이끌고 모스크바 쪽으로 통하는 길을 따라 비텝스크로 이동했다. 러시아의 두 서부군은 여기서 합류해 원정군에 대항할 계획이었으나 7월 23일에 마힐루에서 다부가 이끄는 프랑스군과 바그라티온의 러시아군 사이에 전투가 벌어져 바그라티온의 군대가 패하고 비텝스크로 가는 길이 막혔다. 그 결과 스몰렌스크가 새로운 합류 지점으로 선별되었고 데 톨리는 휘하 전군과 함께 비텝스크를 떠나 스몰렌스크로 향했다. 7월 28일 무방비 상태의 비텝스크에 입성한 나폴레옹은 진격을 멈추고 도시를 겨울 숙영지로 선택했다.
그러나 우세를 이용해 러시아군 본대와 승부를 가리기로 마음먹은 나폴레옹은 추격을 곧 재개했고 8월 초에 드디어 합류하는 데 성공한 러시아군도 퇴각을 그만두고 전투 태세에 들어가 8월 중반 스몰렌스크 전투가 벌어지게 되었다. 데 톨리는 스몰렌스크를 중심으로 방어전을 전개했는데 바그라티온이 이끌고 온 3만여 명은 도시를 방위하도록 하고 나머지 10만여 병력은 날개와 후방의 도로고부시에 배치했다. 원정군의 대대적인 포격을 받게 된 스몰렌스크는 목재 건물이 대부분을 차지하고 있어 의도적 방화까지 겹쳐 거의 잿더미가 되었다. 나폴레옹군이 계속 도시 중심부로 육박해오자 데 톨리는 결전을 피해 군대에게 도시를 벗어나 철수할 것을 명령했다. 스몰렌스크 공격을 최전선에서 지휘하던 네 원수는 3만여 병력으로 러시아군을 추격해 다음 날 데 톨리가 직접 지휘하는 4만여 명의 러시아군 후위대와 발루티노 전투를 치렀다. 이는 무승부로 끝났고 러시아군은 퇴각할 기회를 확보하는 데에 성공했다.
같은 시점 우디노 원수가 지휘하는 프랑스군이 비트겐슈타인의 러시아군과 싸워 폴라즈크를 점령했으나 양측의 전력은 그 후에도 비등했으므로 이 방면에서 양군은 10월 중순, 핀란드에서 온 러시아의 증원군이 비트겐슈타인 군대와 합류하기까지 서로를 견제하며 대치 상태에 들어갔다. 이 전투에서 부상당한 우디노 원수를 대신해 생 시르 대장이 한동안 군대를 지휘하게 되었다.

## 보로디노 전투와 모스크바 입성
알렉산드르 1세는 8월 20일 데 톨리를 쿠투조프로 교체했다. 쿠투조프는 내륙으로 후퇴하여 나폴레옹의 본대를 병참에서 계속 멀어지게 한다는 기본 전략을 변경하진 않고 군대를 동쪽의 그쟈즈크(오늘날의 가가린 시)로 물렸다. 참모장 베니히센이 여기서 대대적인 전투를 벌이는 것에 반대해 쿠투조프의 러시아군 본대는 또다시 동쪽으로 후퇴, 9월 초 모스크바에서 서쪽으로 약 110킬로미터가량 떨어진 보로디노에 도착했다.
여기서 러시아군은 모스크바로 가는 길 부근에서 뒤따라온 나폴레옹군과 격전을 벌였는데 이것이 보로디노 전투다. 양군은 각각 13만여 병력에 600여 문의 대포를 보유하고 있어 숫적으로는 거의 대등했다. 전투 초반은 나폴레옹의 뜻대로 풀려 외젠 드 보아르네가 이끄는 좌익은 보로디노 마을을 점거한 다음 우익에 포진해 있던 러시아군 주력을 묶었고 다부가 이끄는 중앙의 주력은 러시아군 제 1 방어선을 돌파하는 데에 성공하고 우익은 러시아군 극좌익을 무너뜨리고 지휘관 투취코프 장군을 전사시켰다. 그러나 포니아토프스키의 기병대가 러시아군 좌익을 우회하는 것을 심하게 방해받아 결국 정면 공격만 남게 되었고 끝없는 포격으로 인해 연기가 전장의 시야를 가린 상황에서 이른 아침부터 오후까지 처절한 전투가 벌어졌다. 결국 전력의 3할 이상을 잃은 데다 나폴레옹의 근위대가 개입하는 것을 염려한 쿠투조프가 퇴각을 지시하고 나폴레옹은 사투를 벌인 병사들의 상태를 참작해 추격 명령을 내리지 않아 전투는 일단락되었다. 프랑스군도 거의 3만 명의 사상자를 내었고 나폴레옹조차 이 광경을 보고 자신이 경험한 가장 끔찍한 전투였다고 묘사했다. 이 전투에서는 수많은 상급 장교들도 희생되었는데 대표적인 예가 바그라티온이다.
모스크바로 후퇴한 쿠투조프는 오히려 승리를 가장하고 승전보를 상트페테르부르크로 보내었고 이를 접한 알렉산드를 1세는 쿠투조프를 원수로 임명했다. 모스크바 주민들이 처음에 피난을 가지 않은 데에는 이 점이 강하게 작용했다. 쿠투조프는 9월 12일 모스크바를 단념하고 군대와 함께 멀리 떨어진 동부의 카잔 방향으로 퇴각했다.
9월 14일 나폴레옹은 모스크바에 입성했다. 다른 대도시들과는 달리 모스크바에서는 환영하는 군중도, 정식 사절단도 없었고 나폴레옹은 무척 의아해했다.

## 모스크바 대화재
1812년 9월 14일 나폴레옹은 목표하던 모스크바에 입성했다.
입성한 당일 밤, 이미 시내에서 화재가 일어났는데 다음날 아침까지 불길을 잡을 수 있었다. 그러나 15일 밤에 또다시 화재가 발생했고 강한 바람을 타고 불이 걷잡을 수 없는 속도로 확산되어 18일까지 목조 구조물이 3분의 2 정도를 차지하는 모스크바에 있던 건물들의 7할 이상이 소실되었다. 이때 석조 건물이기도 한 크렘린 궁은 무사했다. 화재의 원인에 대해선 여러 주장이 있는데 프랑스군의 실화라는 설도 있으나 당시 모스크바 총독으로 도시에 여전히 남아 있던 로스토프친 백작이 남은 수하들에게 명령해 실행한 고의적인 방화였다는 설이 더 유력하다.

## 나폴레옹의 모스크바 체류와 교섭 시도
화재를 진압한 후 다시 크렘린 궁에 머무르면서 나폴레옹은 알렉산드르 1세가 협상을 청해오기를 기다렸으나 무소식이었고 이에 스스로 평화 협정을 제안했으나 알렉산드르는 회답하지 않았다. 차르가 모스크바 함락 이후에도 비타협적인 태도를 고수할 것이라고는 생각하지 않았던 그는 교신을 몇 차례 더 시도했으나 성과가 없었고 시간만 흘렀다. 이 동안에 보로디노 전투에서 큰 손실을 입었던 러시아 군 본대는 병력과 물자를 보충할 여유를 얻었고 남부에서는 오스만 제국과의 전쟁에 투입되었던 병력이, 북부에서는 핀란드에 주둔하던 러시아군이 나폴레옹군과의 거리를 계속 좁혀 왔다. 10월 초 알렉산드르 1세는 쿠투조프에게도 교섭을 금지시켰고 나폴레옹은 재차 전쟁 발발 전까지 특무 대사로 러시아에 주재하던 로리스통 장군을 쿠투조프에게 사절로 파견했으나 결국 뜻을 달성하지 못했다. 한편 영국은 러시아가 프랑스와 강화를 맺는 것을 막기 위해 러시아에 대한 자금과 물자 지원을 아끼지 않는 등 외교적으로 더욱 적극적으로 나갔다. 모스크바의 함락 이후 러시아 상류층 사이에서도 프랑스와의 화평을 원하는 목소리가 강해졌으나 알렉산드르 1세는 끝내 방침을 바꾸지 않았다.
협정이 성사되지 않은데다가 코자크 기병대가 수송대와 전령을 습격하는 일이 잦아지고 겨울이 다가오자 보급이 날이 갈수록 불확실해지는 모스크바에 체류하는 것이 이롭지
않다고 여긴 나폴레옹은 철군을 결정했다. 이 무렵 핀란드에서 남하하던 러시아군이 비트겐슈타인의 군대와 합류했고 비트겐슈타인은 우세해진 전력으로 생 시르의 군대를 공격해 폴라즈크를 탈환했다. 10월 19일 나폴레옹은 모스크바를 떠났고 10월 말에는 남아 있던 후위부대가 퇴각을 개시했다. 탈취한 물건들을 실은 수레가 가득했으나 부상병이나 환자들은 다수가 도시에 남겨져 운명에 맡겨졌다. 실제로 이들은 맨 먼저 입성한 코자크 족과 도시민들에 의해 비참한 최후를 맞이하게 되었고 후에 빌나에서도 비슷한 참극이 벌어졌다. 모스크바에 거주하던 외국인들이 꽤 되었는데 나폴레옹이 입성한 후에도 도망가지 않았던 이들은 원정군이 도시를 떠난 후 있을 보복이나 무질서 상황을 염려해 후퇴 행렬에 가담했다. 이 시점에서 모스크바를 떠난 나폴레옹군 본대는 대략 9만 명 정도였다.

## 나폴레옹군의 후퇴
나폴레옹의 원정군은 모스크바에서 남서쪽 방향에 있는 칼루가쪽으로 이동하기 시작했다. 10월 24일, 말로야로슬라베츠에서 외젠 드 보아르네의 군대가 쿠투조프가 전위 부대로 보낸 독투로프의 사단과 싸워 러시아군을 물리쳤다. 쿠투조프는 퇴각하는 원정군과의 전면적인 대결을 피하면서 추격했다. 나폴레옹이 모스크바를 떠난지 얼마 안 된 10월 22일에서 23일 사이 파리에서 탈옥한 드 말레 장군이 나폴레옹의 사망과 임시 정부의 수립을 공언하며 쿠데타를 일으켰다가 파리 총독 윌랭에게 체포되어 총살당했다.
나폴레옹은 스몰렌스크 부근에 예비 병력으로 남겨두었던 빅토르 페랭 원수의 군대와 합류하기 위해 남서쪽 길을 벗어나 모야이스크 쪽으로 방향을 돌려 모스크바로 진격할 때의 행군로에 다시 들어섰다. 주변이 이미 전번의 행군으로 인해 완전히 황폐해져 있었기 때문에 후퇴가 더욱 고단해졌다. 11월 초에는 비아즈마에서 밀로라도비치 장군이 지휘하는 한 러시아 군대가 다부의 후위대를 가로막고 전투를 벌였다. 비아즈마의 러시아군은 포병대의 우세를 활용해 원정군을 동요 상태로 몰아넣고 위기에 빠뜨렸으나 지원 병력 요청을 받은 쿠투조프가 삼천 명의 기병만 보내는 바람에 활로를 뚫는 데 성공한 원정군은 만여 명의 병력을 잃고 궁지를 벗어나 스몰렌스크에 도착할 수 있었다. 여기서 나폴레옹은 민스크를 새로운 목표 지점으로 선택하고 비트겐슈타인의 군대에게 연합해 대항하던 우디노와 빅토르 페랭에게 비텝스크 근방을 떠나 군대를 남쪽으로 인솔해 자신과 합류할 것을 명령했다. 그 다음 나폴레옹은 그 때까지 제일선에 투입되지 않았던 근위대와 함께 선두에 서고 외젠 드 보아르네, 다부, 최종적으로는 네의 군대가 차례로 뒤따르게 한 후 11월 중순 드네프르강을 건널 지점으로 정한 오르샤로 이동하기 시작했다.

## 크라스니 전투
나폴레옹이 근위대와 함께 중계점인 크라스니 마을로 들어가는 것을 방치한 후, 그가 온 길을 이미 주변부에서 대기하던 밀로라도비치의 러시아군이 단절하고 쿠투조프에게 이를 전했다. 모스크바에서 퇴각하기 시작한 원정군을 줄곧 남쪽에서 간격을 유지하며 추격해온 쿠투조프는 크라스니에 있는 나폴레옹의 근위대를 북쪽의 골리친, 서쪽에서 오는 토르마소프, 동쪽의 밀루라도비치의 군대와 협력해 포위할 계획을 세웠다. 크라스니로 향하던 외젠 드 보아르네의 군대는 길을 막은 밀루라도비치군의 공격으로 인해 병력의 3분의 1에 해당하는 2천여 명을 잃고 간신히 목적지로 들어갔고 다음날 근방에 도착한 다부의 군대 역시 고전을 면치 못했다. 포위망이 좁혀지자 나폴레옹은 외젠 드 보아르네에게 오르샤로 통하는 서북쪽 길을 열어 두는 역할을 맡기고 자신은 만여 명의 근위대와 함께 남동쪽으로 수 킬로미터까지 접근한 쿠투조프의 본대를 상대로 오히려 공세로 나갔다. 그러자 나폴레옹과의 정면 대결을 꺼린 쿠투조프는 월등한 전력을 보유하고 있었음에도 불구하고 멀리서 포격만 하며 전진하지 않는 쪽을 선택했다. 북쪽에서는 나폴레옹의 청년 근위대가 중심이 되어 골리친 군대의 소수 병력이 지키는 우바로보 마을을 공격해 빼앗고 다부의 군대가 크라스니로 진입하는 것을 원호했다. 밀로라도비치의 군대가 쿠투조프의 명령을 받고 서쪽으로 이동하자 틈이 생겼고 덕분에 돌파구를 찾지 못하고 크게 소모되어 있었던 다부의 군대는 크라스니에 도달할 수 있었다. 골리친의 군대가 반격으로 나가 우월한 포병과 기병을 내세워 공격을 되풀이해서 6천명이 정원이었던 청년 근위대는 절반이나 되는 사상자를 내고 마을을 다시 내주었다. 토르마소프의 군대가 서쪽에서 바싹 다가와 퇴로를 차단할 것을 우려한 나폴레옹은 스몰렌스크에서 마지막으로 출발한 네의 후위대를 기다리지 않고 오르샤로의 후퇴를 재개했다. 쿠투조프는 크라스니 마을을 되찾는 것으로 일단 만족했는데 이런 영문을 모르던 네의 8천여 병력과 수만 명의 인파는 지원이 없는 상황에서 주변에 집결한 러시아군을 상대하게 되어 항복을 거부하고 구사일생으로 위기를 탈출한 네와 천여 명을 제외한 나머지는 전사하거나 포로가 되었다. 쿠투조프는 열세인 원정군을 완전히 격파할 호기를 놓쳤으나 그럼에도 공적을 인정받아 스몰렌스크 공의 작위를 하사받았다. 이 시점 몰도바 주둔군 3만여 명을 이끌고 북상한 치챠고프는 민스크에 입성했다.

## 베레지나 전투
나폴레옹은 남은 군대와 함께 오르샤에서 드네프르 강을 건너 빅토르 페랭과 우디노의 남은 3만여 정규군과 재결합해 약 5만 명의 체계 잡힌 병력과 그 절반가량의 낙오병, 비전투원들을 움직이게 되었다. 북쪽에서는 비트겐슈타인의 군대가 비텝스크 일대를 탈환한 후 빅토르 페랭과 우디노의 군대를 뒤쫓아 남하하여 압박해오고 있었다. 치챠고프와 비트겐슈타인이 이끄는 두 군대가 합류한 후 원정군의 후퇴를 저지하며 쿠투조프의 본대와 연계해 공격해오면 탄약과 물자가 거의 다 떨어진 상황에서 여지없이 전멸할 상황이었기 때문에 나폴레옹은 휘하 군대를 독려해 최대한 빨리 서쪽으로 가 바리사우에서 베레지나 강을 건너려고 했다. 이 즈음에는 기온이 다시 올라가 드네프르 강도, 베레지나 강도 얼어붙어 있지 않았다.
러시아의 혹독한 추위가 나폴레옹의 원정군에게 결정적인 타격을 주었다는 것이 통설이지만 전쟁은 여름에 시작되어 나폴레옹이 모스크바에 입성할 무렵에는 가을이었고 그 무렵 나폴레옹군 본대는 이미 10만여 명으로 줄어 있었다. 크고 작은 전투와 병력의 분산을 고려해도 너무 적은 숫자로 이 때까지 적어도 15만 명이 넘는 병력이 다른 이유에서 와해되었다고 볼 수 있다. 나폴레옹이 모스크바에서 퇴각을 시작한 10월 중순부터 추위가 닥쳐와 양측에 상당한 손실을 입힌 것은 사실로 당시 러시아군도 전원이 동계 전투에 잘 대비해 있지는 않았다.
나폴레옹은 동브로프스키의 연대를 바리사우에 먼저 보내어 수비하게 했는데 이 정보를 입수한 치챠고프는 군대를 이끌고 민스크를 떠나 동브로프스키를 공격, 5천여 병력의 저항을 분쇄하고 주변의 다리들을 파괴한 다음 강 좌안을 경비했다. 며칠 후 도착한 나폴레옹은 강 좌안에 교두보를 확보할 때까지 어떻게든 치챠고프의 주력을 도강 지점에서 떼어 놓을 필요가 있었으므로 이를 위해 몇몇 곳에서 동시에 도강 준비 작업을 하고 있는 것처럼 위장했다. 치챠고프는 원정군이 바리사우보다 하류에 위치한 지점을 골라 도강할 것이라고 오판해 주력을 이끌고 남쪽으로 내려갔는데 덕분에 에블레 장군이 감독하는 나폴레옹군 공병대는 바리사우의 약간 상류에 있는 스투디안카 마을에서 방해를 받지 않고 다리 건설에 들어갈 수 있었다. 동반한 이동식 부교들은 드네프르 강을 건널 때 사용한 후 수거하지 못하고 없애버렸으므로 새로운 다리를 만들어야 했는데 공병들은 알맞은 자재도 부족하고 한겨울에 강물 속에서 몇 시간 동안이나 작업하는 등 험악한 조건을 딛고 두 개의 부교를 완성했다. 이렇게 해서 근위대를 포함한 나폴레옹군은 하루 이상 거의 방해받지 않고 강 너머로 건너갈 수 있었다. 이틀째 되는 날 아침 착각을 깨닫고 군대를 되돌린 치챠고프가 강 좌안을 방어하는 우디노와 네의 군대를 총공격했으나 저항도 격렬하여 교두보를 빼앗지 못했다. 한편 북쪽에서 접근한 비트겐슈타인의 군대는 아직도 강 우안에 있던 원정군을 공격하고 다리에 포격을 가했지만 빅토르 페랭이 이끄는 4천여 명의 후위 부대는 5배에 가까운 러시아군의 공격을 견뎌내었다. 부교는 자주 손상되었으나 주변에 널린 시체 등을 이용해서 간신히 지탱할 수 있었다. 이날 밤 빅토르 페랭의 후위대 역시 강을 건넜고 이튿날 아침 비트겐슈타인의 군대가 접근해오자 에블레는 결국 다리를 폭파하라는 지시를 내렸다. 강 우안에는 정규군은 더 이상 없었지만 부상자와 환자, 낙오병들과 비전투원들이 가득했고 다리 폭파 후 이들 대부분은 러시아군의 포로가 되었다.
양군을 막론하고 포로가 된 병사들의 사망률이 매우 높았는데 이는 가혹한 처분 외에도 실제로 많은 포로들을 부양하기가 어렵기도 했기 때문이다. 나중에 러시아는 포로로 잡힌 병사가 소속된 나라가 러시아 편에 서는 대로 이들을 본국으로 돌려 보냈다. 이 동안 쿠투조프의 본대는 전장에서 동쪽으로 50킬로미터 이상 떨어져 있었고 이 전투에 참가하지 않았다.

## 원정의 끝
11월 말에 남은 정규군을 이끌고 베레지나 강을 건너 에움을 벗어나는 데 성공한 나폴레옹은 12월 초 시달릴 대로 시달린 생존자들과 함께 빌뉴스에 도착했다. 적지를 거의 벗어났으므로 나폴레옹은 한시라도 빨리 군대를 재건하고 불안정한 수도의 정세를 완화시키기 위해 근위대를 뒤따라오게 하고 일부 측근들만 대동하여 즉시 파리로 떠났다. 총지휘권은 뮈라에게 인계했는데 나폴리 왕이기도 했던 뮈라는 12월 10일 빌뉴스를 포기하고 남은 군대와 함께 얼어붙은 네만 강을 되건너 바르샤바 공국으로 후퇴한 후 자신의 부재로 인해 왕국 내에서의 입지가 흔들리는 것을 미연에 방지하기 위해 외젠 드 보아르네에게 총지휘권을 넘겨주고 나폴리로 떠나버렸다. 남아 있는 병사는 원정 직전과 비교하면 얼마 되지 않아 12월 14일 네만 강 서쪽에 도착한 뮈라의 보고에 따르면 겨우 5천여명만이 싸울 수 있는 상태였다.
마크도날이 이끄는 라트비아의 나폴레옹군은 12월 20일 철수를 시작했다. 12월 30일, 자국군과 함께 후위를 맡아야 했던 요르크는 마크도날 군대와의 연락이 끊어지자 리투아니아의 타우라게에서 러시아의 폰 디비치 소장과 비밀리에 정전에 합의하고 동프로이센으로 퇴각했다.
개전 후 슈바르첸베르크의 오스트리아군은 천천히 동북쪽으로 나아가 프리폐트 늪지대 남쪽에 다다른 후에는 교전을 회피하며 몇 달 동안 더 이상 내륙으로 전진하지 않고 있었는데 원정군 본대의 운명을 전해 듣고는 1813년 1월 초 전투를 중지하고 같은 달에 러시아와 무기한 정전 협정을 맺은 다음 본국으로 철수했다. 이리하여 러시아를 침공했던 원정군은 총퇴각함

## 전후 영향
러시아군은 거의 붕괴한 원정군을 추격해 바르샤바 공국으로 침입했다. 러시아군은 원정에서 큰 손실을 입고 자력으로 대항할 만한 힘이 없어진 바르샤바 공국을 빠른 속도로 제압해 1813년 2월에는 바르샤바를 함락하고 5월까지 공국 거의 전체를 점령했다. 러시아군이 바르샤바에 입성하자 프로이센은 대프랑스 동맹에 다시 참가해 징병제를 재도입하고 군비를 급속도로 증강하면서 3월 말에는 프랑스에 선전했다.
한편 파리로 되돌아온 나폴레옹은 프랑스에서 수십만의 신병을 징집하고 엘베강을 방어선으로 결정, 함부르크에는 수만 병력을 주둔시켜 다부가 지휘하게 하고 4월 말에는 바르샤바 공국 다음으로 러시아와 프로이센군의 목표가 될 작센 왕국으로 대군을 이끌고 진입해 러시아, 프로이센군에 대항했다. 작센은 그때까지 중립을 표명하던 오스트리아와 인접해 있는 지방이기도 했는데 나폴레옹은 오스트리아까지 전쟁을 걸어오는 것을 막기 위해 쇤브룬 조약에 의해 양도받았던 일리리아 지방을 반환하는 등 노력을 기울였으나 나폴레옹과 직접 교섭하던 메테르니히는 라인 동맹의 해체와 18세기 말까지 오스트리아의 세력권이었던 이탈리아 북부도 요구했고 이에 따라 교섭은 결렬되고 7월부터 오스트리아 역시 프랑스와 전쟁에 들어갔다.
러시아 원정에서 당장 만회할 수 없을 정도로 많은 병력을 잃었고 그것은 라인 동맹 가입 국가들도 마찬가지였기 때문에 오스트리아를 적으로 돌린 나폴레옹은 아주 불리한 입장에 서게 되었다. 특히 러시아 원정에서 포병과 기병이 거의 전멸한 것이 나폴레옹군에게 심각한 타격을 주어 결국 나폴레옹이 5월 동안에 프로이센과 러시아군을 이기지 못하고 정전에 동의했다가 8월에 열세인 상태로 3국 동맹군과 싸워 패배하게 되는 주요한 원인의 하나가 되었다.
이베리아반도에서는 6월 말 웰링턴 후작이 지휘하는 7만여 명의 영국, 스페인, 포르투갈 연합군이 1808년 나폴레옹에 의해 스페인 왕이 되었던 조제프 보나파르트의 군대에 승리하고 프랑스의 전력이 거의 대부분 독일로 돌려지는 것에 힘입어 피레네산맥을 넘어 추격, 툴루즈까지 육박했다. 이렇게 해서 러시아 원정이 참담한 결과로 끝난 지 반년 만에 유럽 대륙에서의 나폴레옹의 패권은 그 어느 때보다도 강하게 흔들리게 되었다.

## 같이 보기
- 전쟁과 평화 (영화 시리즈)
- 전쟁과 평화 (오페라)

## 참고 문헌
- Britten Austin, Paul (2000). 《1812: Napoleon's Invasion of Russia》. Greenhill Books. ISBN 1-85367-415-X. (Originally published in three volumes: The March on Moscow, Napoleon in Moscow, The Great Retreat.)
- Cate, Curtis. The War of the Two Emperors: The Duel between Napoleon and Alexander: Russia, 1812 (1985)
- Chandler, David G. (2002). 《The Campaigns of Napoleon》. Folio. ISBN 0-297-74830-0.
- Connelly, Owen (1999). 《Blundering to Glory: Napoleon's Military Campaigns》 2판. Wilmington, Delaware: SR Books. ISBN 0-8420-2780-7.
- Fierro, Alfred; Palluel-Guillard, André; Tulard, Jean (1995). 《Histoire et Dictionnaire du Consulat et de l'Empire》. Paris: Éditions Robert Laffont. 1350쪽. ISBN 2-221-05858-5.
- George, Hereford B. "Public Opinion at Paris During the Russian Campaign, 1912," The English Review, Vol. XVI, 1901.
- Hay, Mark Edward.The Dutch Experience and Memory of the Campaign of 1812
- Joes, Anthony James (1996). “Continuity and Change in Guerrilla War: The Spanish and Afghan Cases”. 《Journal of Conflict Studies》 16 (2). 2013년 6월 20일에 원본 문서에서 보존된 문서.
- Lieven, Dominic (2009). 《Russia Against Napoleon: The Battle for Europe, 1807 to 1814》. Allen Lane/The Penguin Press. 617쪽.
- Marshall-Cornwall, James (1967). 《Napoleon as Military Commander》. London: Batsford.
- Mikaberidze, Alexander (2010). 《The Battle of Berezina: Napoleon's Great Escape》. London: Pen&Sword.
- Mikaberidze, Alexander (2007). 《The Battle of Borodino: Napoleon versus Kutuzov》. London: Pen&Sword.
- Nafziger, George. "Rear services and foraging in the 1812 campaign: Reasons of Napoleon's defeat" (Russian translation online) 보관됨 2017-08-25 - 웨이백 머신
- Nafziger, George (1984). 《Napoleon's Invasion of Russia》. New York, N.Y.: Hippocrene Books. ISBN 0-88254-681-3.
- Nikolai Promyslov The Image of Russia in French Public Opinion, 1811–12 in Kritika: Explorations in Russian and Eurasian History 15, 2 (Spring 2014): 235–62.
- Riehn, Richard K. (1991). 《1812 Napoleon's Russian Campaign》. New York: Wiley. ISBN 0-471-54302-0.
- Ryan, Edward (1999). 《Napoleon's Elite Cavalry》. Greenhill Books. ISBN 1-85367-371-4.
- Zamoyski, Adam (2004). 《Moscow 1812: Napoleon's Fatal March》. London: HarperCollins. ISBN 0-00-712375-2.